# Guerra Guilhermina na Irlanda
A Guerra Guilhermina na Irlanda, de março de 1689 a outubro de 1691, também conhecida em irlandês como: Cogadh an Dá Rí ou "Guerra dos Dois Reis", ocorreu de março de 1689 a outubro de 1691. Travada entre os partidários de James II e seu sucessor, William III, resultou em uma vitória guilhermima. Em geral, ela é vista como um conflito relacionado à Guerra dos Nove Anos de 1688 a 1697.
Em novembro de 1688, a Revolução Gloriosa substituiu o católico James por sua filha protestante Mary e seu marido William, que governaram como monarcas conjuntos da Inglaterra, Irlanda e Escócia. James manteve um apoio considerável na Irlanda, majoritariamente católica, onde seus partidários, conhecidos como jacobitas, esperavam que ele resolvesse as antigas queixas sobre propriedade de terras, religião e direitos civis. A maioria dos protestantes irlandeses lutou por William, embora alguns membros da Igreja Protestante da Irlanda tenham apoiado James.
A guerra começou em março de 1689 com uma série de escaramuças entre o Exército Irlandês de James, que havia permanecido leal em 1688, e a milícia protestante. Os combates culminaram no cerco de Derry, onde os jacobitas não conseguiram recuperar o controle de uma das principais cidades do norte. Isso permitiu que William desembarcasse uma força expedicionária, que derrotou o principal exército jacobita em Boyne, em julho de 1690. James retornou à França após a batalha, enquanto os jacobitas foram derrotados de forma decisiva em Aughrim, em 1691. A guerra terminou com o Tratado de Limerick, em outubro de 1691.
Uma testemunha contemporânea, George Story, calculou que a guerra custou mais de 100.000 vidas em decorrência de doenças, fome e batalhas. As revoltas jacobitas subsequentes se limitaram à Escócia e à Inglaterra, mas a guerra teria um efeito duradouro no cenário político e cultural da Irlanda, confirmando o domínio britânico e protestante sobre o país por mais de dois séculos. Embora o Tratado de Limerick tenha oferecido uma série de garantias aos católicos, a extensão subsequente das Leis Penais, especialmente durante a Guerra da Sucessão Espanhola, corroeria ainda mais seus direitos cívicos.

## Antecedentes

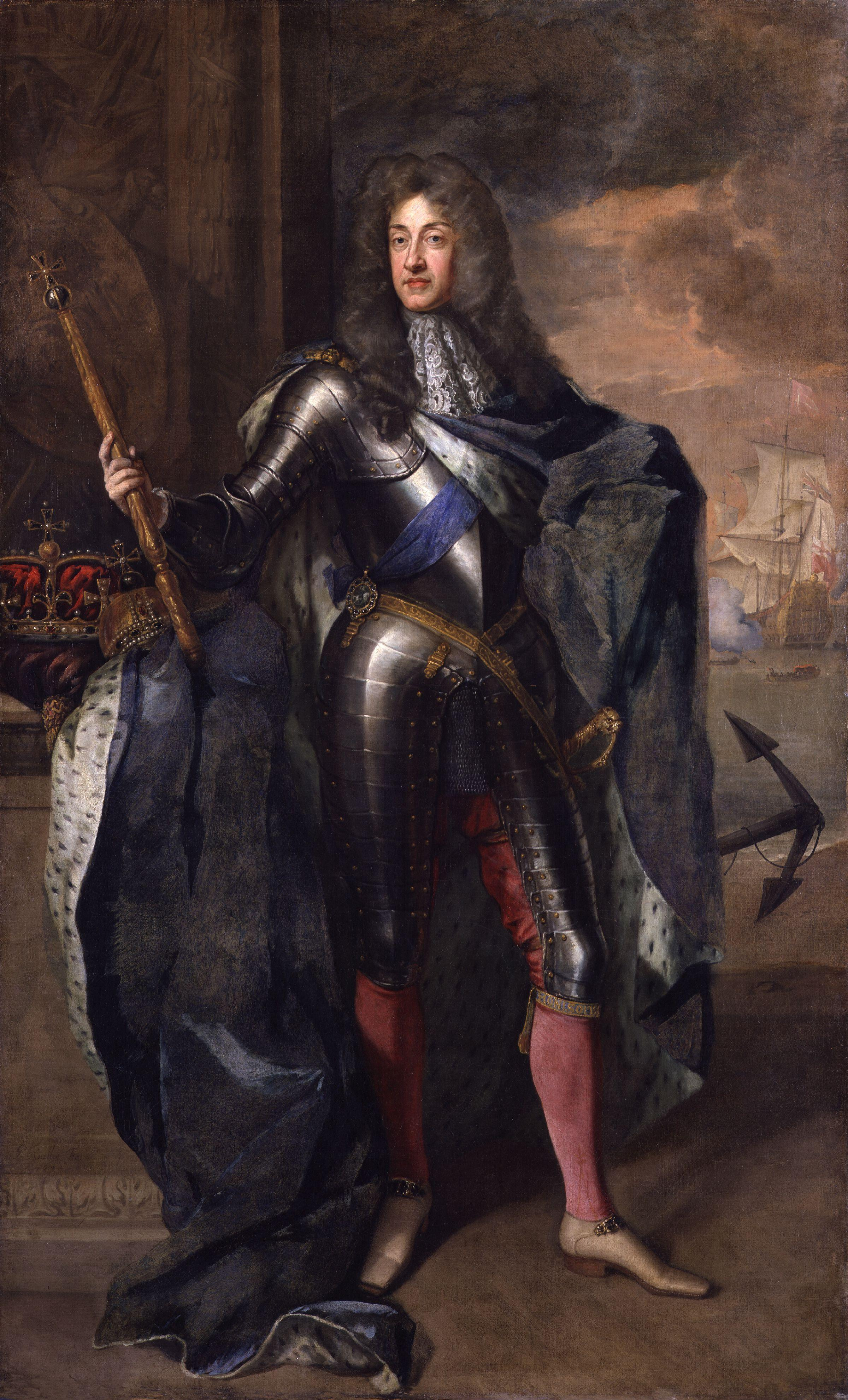
James II & VII.

A guerra começou em março de 1689, quando James II e VII desembarcaram na Irlanda buscando reverter a Revolução Gloriosa de novembro de 1688, que o havia substituído por seu sobrinho William III e sua filha Mary. O conflito fez parte da Guerra dos Nove Anos de 1688 a 1697 entre Louis XIV da França e a Grande Aliança, uma coalizão liderada por William como Estatuder da República Holandesa. Tanto Louis quanto William consideravam a Irlanda como um teatro subsidiário, assim como James, cujo objetivo principal era reconquistar a Inglaterra.
A Irlanda foi selecionada porque cerca de 75% da população compartilhava o catolicismo de Jaime, com os protestantes concentrados em Ulster, onde representavam quase 50% da população. A Irlanda também possuía um grande exército católico, formado pelo Conde de Tyrconnell desde 1687; embora a maioria fosse composta por recrutas mal equipados e não remunerados, Jaime trouxe armas e soldados regulares franceses para treiná-los. No entanto, as concessões exigidas pelos católicos irlandeses em troca de seu apoio minaram o apoio jacobita na Inglaterra e na Escócia, que eram predominantemente protestantes. Isso também se aplicava ao Ulster, sem o qual James não poderia apoiar o levante na Escócia, invadir a Inglaterra ou impedir que William trouxesse tropas e suprimentos.
Suas principais exigências incluíam a reversão dos confiscos de terras que haviam reduzido a propriedade católica de 90% em 1600 para 22% em 1685. Os protestantes e os membros da elite católica irlandesa que se beneficiaram dos assentamentos anteriores, entre eles Tyrconnell e o próprio James, se opuseram a isso. Outra era a autonomia do Parlamento da Irlanda, uma ideia que entrava em conflito com a ideologia Stuart, que era fortemente unionista. Esses diferentes objetivos externos e internos prejudicaram a campanha jacobita.

## Guerra

### 1688-1689: o Norte
Antes de novembro de 1688, James estava tão confiante de que a Irlanda permaneceria leal que ordenou que 2.500 soldados, ou cerca de 40% do exército irlandês, fossem transferidos para a Inglaterra. Isso privou Tyrconnell de pessoal treinado vital, enquanto sua presença levou a um quase motim em várias das unidades inglesas mais confiáveis de James. Muitos dos soldados irlandeses foram presos após o desembarque de William e, mais tarde, enviados para servir sob o comando do Imperador Leopoldo na Guerra Austro-Otomana.
Aparentemente abalado pela rapidez da queda de James, Tyrconnell iniciou negociações com William, embora isso possa ter sido uma tática de adiamento. Sua esposa, Frances Talbot, era a irmã mais velha de Sarah Churchill, cujo marido, Marlborough, era um dos principais membros da conspiração militar inglesa contra James. Um dos transferidos para a Inglaterra em setembro foi Richard Hamilton, um soldado profissional católico irlandês. Confinado na Torre de Londres após a fuga de James, em janeiro, William o enviou para negociar com Tyrconnell: ao voltar para a Irlanda, no entanto, acredita-se que ele tenha convencido Tyrconnell a abandonar as negociações.
Em janeiro, Tyrconnell emitiu mandados para o recrutamento de outros 40.000 soldados, quase totalmente católicos e organizados de acordo com as linhas regimentais padrão. Na primavera de 1689, o exército tinha teoricamente cerca de 36.000 homens, embora houvesse escassez de oficiais experientes. Pagar, equipar e treinar esse número era impossível e muitos foram organizados como rapparees ou irregulares, em grande parte fora do controle de Tyrconnell. Apesar das garantias de proteção, a maneira mais fácil de obter suprimentos ou dinheiro era confiscá-los dos protestantes; muitos fugiram para o norte ou para a Inglaterra, espalhando "previsões de catástrofes iminentes".
Os temores aumentaram à medida que as áreas fora das cidades se tornaram cada vez mais sem lei, o que foi exacerbado quando o Castelo de Dublin ordenou que as milícias protestantes fossem desarmadas. Isso causou um êxodo do campo; a população de Derry cresceu de 2.500 em dezembro para mais de 30.000 em abril. As dúvidas sobre a capacidade do regime de Tyrconnell de garantir a lei e a ordem não se limitaram aos protestantes; muitos católicos também buscaram segurança no exterior ou nas grandes cidades.
James desembarcou em Kinsale em 12 de março, acompanhado por soldados franceses sob o comando de Conrad von Rosen, juntamente com voluntários ingleses, escoceses e irlandeses. A notícia provocou manifestações pró-guilhermina em Belfast, compensadas por uma resposta mais cautelosa em outros lugares. Arthur Rawdon, que mais tarde organizou o Exército do Norte, havia se oferecido para lutar por James contra Monmouth em 1685 e não se comprometeu com William até março de 1689. Os protestantes estavam concentrados em Ulster e em centros urbanos como Sligo e Dublin, que Tyrconnell procurou garantir com unidades católicas do exército irlandês. As tropas católicas tiveram sua entrada em Derry recusada em 7 de dezembro, embora o conselho municipal protestante tenha declarado simultaneamente seu "dever e lealdade ao nosso senhor soberano" (James).
William considerou a invasão como uma procuração francesa, que seria melhor resolvida atacando a França, e concordou em desviar recursos somente porque "abandonar" os protestantes irlandeses sitiados era politicamente inaceitável na Inglaterra e na Escócia. Em 8 de março, o Parlamento inglês aprovou o financiamento de uma força expedicionária irlandesa de 22.230 homens, composta por novas tropas e mercenários europeus. Em troca, o Parlamento concordou em se juntar à Grande Aliança e fazer parte da Guerra dos Nove Anos mais ampla.
Hamilton tinha sido nomeado comandante jacobita no Norte e, em 14 de março, assegurou a segurança do Ulster oriental, derrotando uma milícia guilhermina em Dromore. Em 11 de abril, o Visconde de Dundee lançou uma revolta jacobita na Escócia; no dia 18, James juntou-se ao cerco de Derry e, no dia 29, os franceses desembarcaram mais 1.500-3.000 jacobitas na Baía de Bantry. Quando os reforços vindos de Inglaterra chegaram a Derry em meados de abril, o governador Robert Lundy aconselhou-os a regressar, alegando que a cidade era indefensável. Os seus comandantes, Richards e Cunningham, foram mais tarde demitidos por William por covardia e Lundy fugiu da cidade disfarçado.

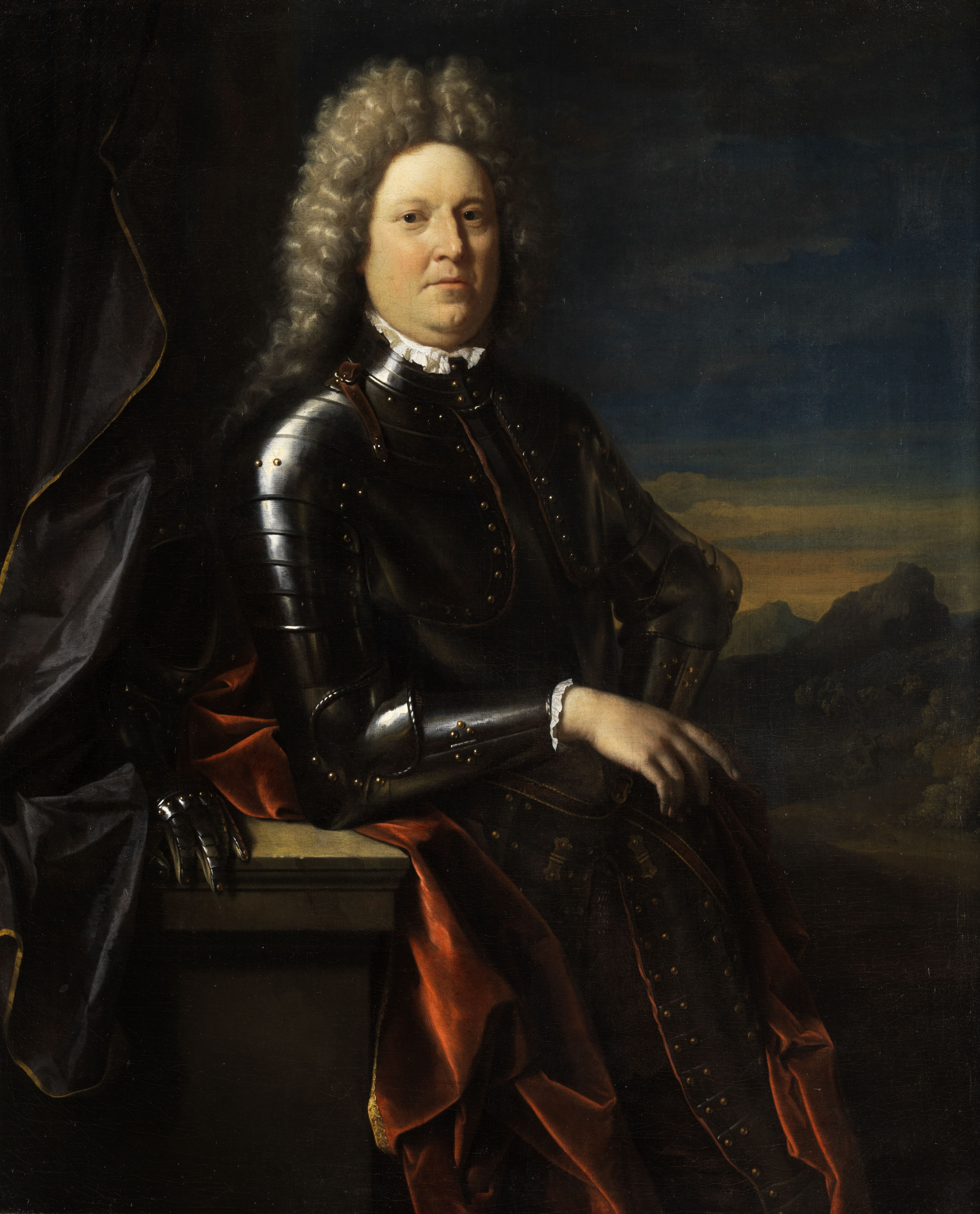
Schomberg (1615-1690), comandante guilhermina na Irlanda; muito experiente, foi marechal de França, Inglaterra e Portugal.

A concentração jacobita na Ulster ocidental, especificamente em Derry e Enniskillen, foi descrita como um erro estratégico. A região oriental era de maior importância, uma vez que permitia o apoio mútuo entre jacobitas irlandeses e escoceses e, se tivesse sido capturada, o reabastecimento a partir de Inglaterra teria sido muito mais difícil. Em meados de maio, a posição guilhermina tinha melhorado; no dia 16, as forças governamentais mantiveram o controlo de Kintyre, cortando as ligações directas entre a Escócia e a Irlanda. O principal exército jacobita encontrava-se bloqueado nos arredores de Derry, com o seu contingente francês a revelar-se mais impopular entre os seus colegas irlandeses do que entre os seus adversários. A 11 de junho, quatro batalhões de reforços guilherminos, sob o comando do duro e experiente Percy Kirke, chegaram a Foyle, a norte de Derry.
Na última semana de julho, a guerra no Norte foi marcada por três acontecimentos. A vitória de Dundee em Killiecrankie, no dia 27, foi compensada pela sua própria morte e por pesadas perdas entre as suas tropas, pondo fim à ameaça séria do levantamento escocês. No dia 28, as forças de Kirke romperam o bloqueio jacobita com o apoio naval e levantaram o cerco de Derry; os sitiantes incendiaram os campos circundantes e retiraram-se para sul. No dia 31, um ataque jacobita a Enniskillen foi derrotado em Newtownbutler; mais de 1.500 homens foram mortos e o seu líder Mountcashel capturado. De uma posição de virtual domínio, os jacobitas perderam o controlo do Ulster no espaço de uma semana.
Em 13 de agosto, Schomberg desembarcou em Belfast Lough com o principal exército guilhermino; no final do mês, tinha mais de 20.000 homens. Carrickfergus caiu em 27 de agosto; James insistiu em manter Dundalk, contra o conselho dos seus conselheiros franceses, que queriam retirar-se para além do Shannon. Tyrconnell estava pessimista quanto às suas hipóteses, mas perdeu-se a oportunidade de Schomberg terminar a guerra com a tomada de Dundalk, em grande parte devido a um completo fracasso logístico.
A Irlanda era um país relativamente pobre e com uma população pequena, obrigando ambos os exércitos a depender de apoio externo. Embora este facto tenha acabado por se revelar um problema maior para os jacobitas, os homens de Schomberg tinham falta de tendas, carvão, comida e roupa, em grande parte porque o seu inexperiente agente comissário em Chester não conseguia fretar navios suficientes. Esta situação foi agravada pela escolha de um local de acampamento em terreno baixo e pantanoso, que as chuvas de outono e a falta de higiene rapidamente transformaram num pântano malcheiroso. Cerca de 6.000 homens morreram de doença antes de Schomberg ordenar a retirada para os alojamentos de inverno, em novembro. Ao inspecionar o acampamento abandonado, John Stevens, um católico inglês ao serviço do Regimento do Grão-Prior, registou que "foi encontrado um grande número de cadáveres por enterrar, e não poucos ainda a respirar, mas quase devorados por piolhos e outros vermes".

### Objetivos políticos e estratégicos jacobitas 1689-1690

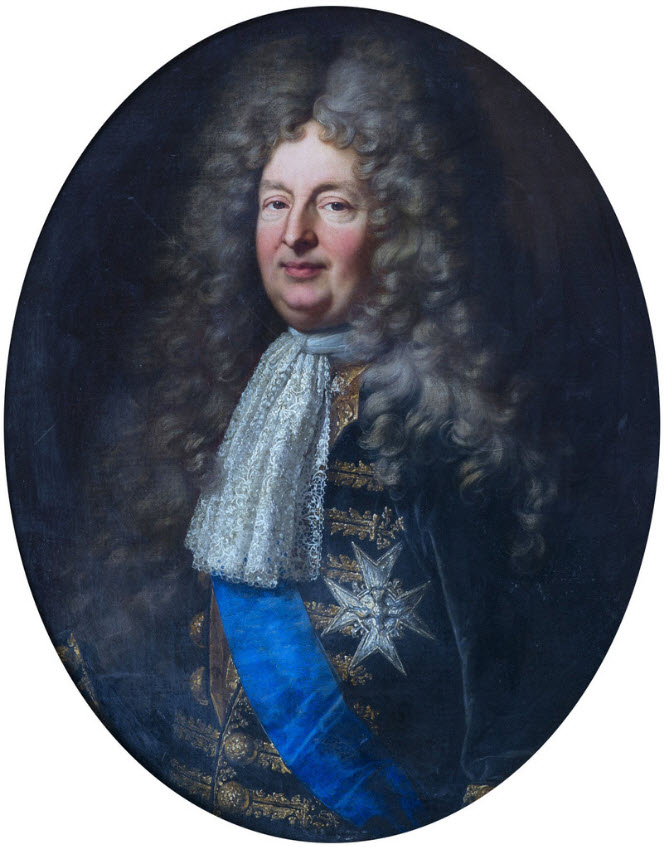
O enviado francês d'Avaux, cuja relação com os irlandeses era de desconfiança e antipatia mútuas.

Os jacobitas foram prejudicados por objectivos políticos e estratégicos divergentes, que se reflectiram no Parlamento irlandês, reunido de maio a julho. Uma vez que não se realizaram eleições em Fermanagh e Donegal, a Câmara dos Comuns tinha menos 70 membros e era maioritariamente composta por católicos; destes, uma minoria era composta por membros da antiga nobreza gaélica ou "Irlandeses Antigos", sendo a maioria os chamados "Ingleses Antigos" de ascendência hiberno-normando. Cinco pares protestantes e quatro bispos da Igreja da Irlanda tinham assento na Câmara dos Lordes, com Anthony Dopping, bispo de Meath, a atuar como líder da oposição.
Apelidado de "Parlamento Patriota" pelo historiador nacionalista do século XIX Charles Duffy, na realidade estava profundamente dividido. Para Jaime, a reconquista da Inglaterra era o seu principal objetivo e as concessões aos seus apoiantes irlandeses poderiam enfraquecer a sua posição nesse país. Nas primeiras fases da guerra, o apoio jacobita protestante foi mais significativo do que muitas vezes se pensa e incluía muitos membros da Igreja estabelecida da Irlanda, sendo o mais proeminente o Visconde Mountjoy. A sua oposição à autonomia irlandesa significava que James fazia concessões com grande relutância e, apesar do seu próprio catolicismo, insistia nos direitos da Igreja estabelecida.
Embora pessoalmente leal a Jaime, Tyrconnell considerava a sua restauração como secundária em relação à preservação dos direitos católicos. Um dos poucos católicos que beneficiaram com a regularização fundiária de 1662, ele e outros beneficiários não desejavam introduzir-lhe alterações substanciais. Liderados pelo Conde de Limerick, esta fação insistiu num acordo de compromisso com William em janeiro, ao qual se opuseram os "irlandeses antigos", cuja principal exigência era a recuperação das propriedades que lhes tinham sido confiscadas após a conquista cromwelliana de 1652.
Como resultado, uma parte significativa do Parlamento irlandês preferiu negociar, o que significava evitar o combate para preservar o exército e reter o máximo de território possível. O próprio James encarava a guerra na Irlanda como um beco sem saída e salientava que os franceses apenas forneciam abastecimentos suficientes para manter o conflito, não para o vencer. Como antigo comandante naval, argumentava que a reconquista de Inglaterra implicava uma invasão através do Canal da Mancha e que as sugestões francesas de o fazer através do Mar da Irlanda eram simplesmente irrealistas. Uma vez que a marinha francesa era incapaz de reabastecer as suas próprias forças na Irlanda, era improvável que conseguisse controlar o Mar da Irlanda durante tempo suficiente para desembarcar tropas face a uma população hostil.
As rebeliões periféricas na Irlanda e na Escócia eram uma forma rentável de a França desviar os recursos britânicos da Europa. Isto significava que prolongar a guerra era mais útil do que ganhá-la, embora potencialmente devastador para a população local, um dilema que ressurgiu na Revolta Escocesa de 1745. Em 1689, o enviado francês d'Avaux exortou os jacobitas a retirarem-se para além do Shannon, destruindo primeiro tudo o que se encontrava pelo meio, incluindo Dublin. Sem surpresa, esta sugestão foi rejeitada, enquanto os irlandeses estavam unidos na sua aversão aos franceses em geral e a d'Avaux em particular. O sentimento era mútuo; quando foi substituído em abril de 1690, d'Avaux disse ao seu sucessor Lauzun que os irlandeses eram "um povo pobre de espírito e cobarde, cujos soldados nunca lutam e cujos oficiais nunca obedecem a ordens".

### 1690: Boyne e Limerick

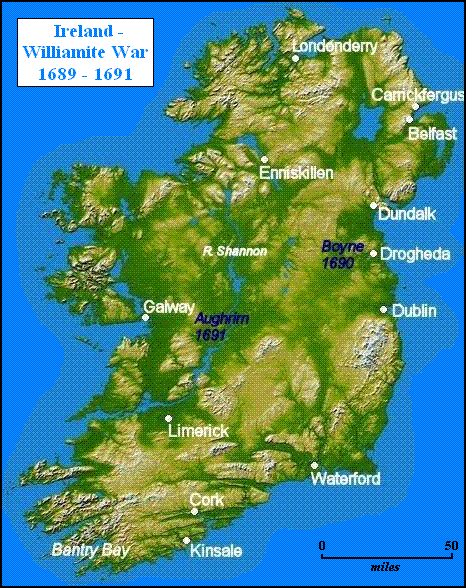
Mapa da Irlanda com as principais batalhas da guerra.

Em abril de 1690, chegaram mais 6.000 soldados regulares franceses, em troca de Mountcashel e de 5.387 dos melhores soldados do exército irlandês, que foram enviados para França. Para conservar o máximo de território possível, os jacobitas mantiveram uma linha ao longo do Rio Boyne, começando por destruir ou eliminar as culturas e o gado a norte. Um oficial francês registou o seu horror ao ver as pessoas "a comerem erva como cavalos", ou os seus cadáveres espalhados pelas estradas. Foram necessários mais de cinquenta anos para que a área em redor de Drogheda recuperasse desta devastação.
Confrontado com as exigências do seu governo inglês para que resolvesse a situação na Irlanda antes de tomar a ofensiva na Flandres, William empenhou aí a maioria das suas forças disponíveis e assumiu pessoalmente o comando da campanha. A 14 de junho de 1690, 300 navios chegaram a Belfast Lough transportando cerca de 31.000 homens, uma combinação de regimentos holandeses, ingleses e dinamarqueses. O Parlamento apoiou-o com um aumento do financiamento e os problemas enfrentados por Schomberg foram resolvidos, tendo os custos de transporte aumentado de 15.000 libras em 1689 para mais de 100.000 libras em 1690.
Os jacobitas estabeleceram posições defensivas na margem sul do Boyne, em Oldbridge, nos arredores de Drogheda. Em 1 de julho, William atravessou o rio em vários sítios, obrigando-os a recuar, mas a batalha não foi decisiva. O total de mortos de ambos os lados foi inferior a 2.000, sendo um deles Schomberg; enfraquecido pela deserção, o exército jacobita retirou-se para Limerick e William entrou em Dublin sem oposição.
A vitória em Fleurus, a 1 de julho, deu aos franceses o controle da Flandres; no mesmo dia do Boyne, derrotaram uma frota anglo-holandesa em Beachy Head, causando o pânico em Inglaterra. Como antigo comandante naval inglês, James reconheceu que o controle do Canal da Mancha era uma oportunidade rara e regressou a França para insistir numa invasão imediata. No entanto, os franceses não conseguiram dar seguimento à sua vitória e, em agosto, a frota anglo-holandesa tinha recuperado o comando do mar.
Tyrconnell tinha passado o inverno de 1689 a 1690 a insistir com Louis XIV para que apoiasse uma "descida sobre Inglaterra" e evitasse combater em solo irlandês. Os seus pedidos foram rejeitados; uma invasão exigia enormes despesas e Luís não confiava nem em James nem nos seus apoiantes ingleses. Embora houvesse razões estratégicas sólidas para a sua partida apressada, que foram apoiadas pelos seus comandantes mais graduados, James ficou na história da Irlanda como Séamus an Chaca ou "James, o sitiado/covarde".
Uma oportunidade para pôr fim à guerra foi perdida quando William sobrestimou a força da sua posição. A Declaração de Finglas de 17 de julho excluiu os oficiais jacobitas e a classe fundiária católica de um perdão geral, encorajando-os a continuar a lutar. Pouco tempo depois, James Douglas e 7.500 homens tentaram quebrar a linha defensiva jacobita ao longo do Shannon, tomando Athlone; não dispunham de artilharia de cerco e foram forçados a retirar.

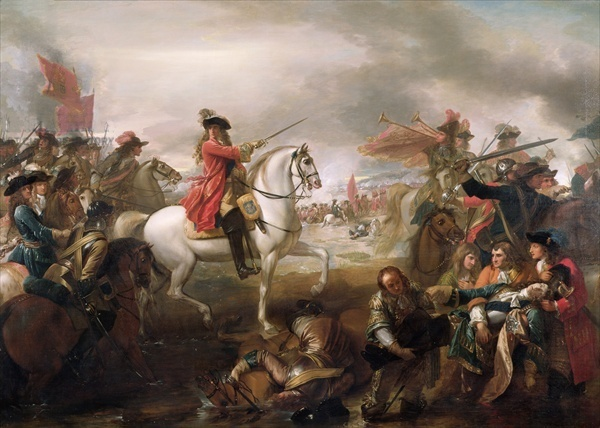
O Boyne; uma vitória apertada dos guilherminos, na qual Schomberg foi morto (em baixo à direita).

Limerick, chave estratégica para o oeste da Irlanda, tornou-se o próximo objetivo de William, os jacobitas concentrando a maior parte de suas forças na cidade. Um destacamento sob o comando de Marlborough capturou Cork e Kinsale, mas Limerick repeliu uma série de ataques, infligindo pesadas baixas. Ataques de cavalaria liderados por Patrick Sarsfield destruíram o trem de artilharia de William e chuvas fortes impediram substituições. Confrontado com múltiplas ameaças na Europa continental, William retirou-se e deixou a Irlanda em finais de 1690, tendo os jacobitas conservado grandes partes da Irlanda ocidental.
O general holandês de Ginkell assumiu o comando, com base em Kilkenny, com Douglas no Ulster e os dinamarqueses sob o comando de Württemberg em Waterford. A administração protestante foi restabelecida nos condados detidos pelos guilherminos, com prisões e confisco de propriedades jacobitas, com o objetivo de recompensar os apoiantes de William. Ginkel salientou que fazê-lo em dinheiro, e não em terras, era mais barato do que um mês de guerra e apelou a condições mais generosas.
Em 24 de julho, uma carta de James confirmou que estavam a caminho navios para evacuar a brigada francesa e quaisquer outros que quisessem partir; libertou também os seus oficiais irlandeses dos seus juramentos, permitindo-lhes procurar um fim negociado para a guerra. Tyrconnell e as tropas francesas zarparam de Galway no início de setembro; o inexperiente filho ilegítimo de James, Berwick, foi deixado no comando, apoiado por um conselho de oficiais composto por Thomas Maxwell, Dominic Sheldon, John Hamilton e Sarsfield.
Tyrconnell esperava obter apoio francês suficiente para prolongar o conflito e obter melhores condições, o que, segundo ele, poderia ser feito com um número limitado de tropas francesas. Uma paz negociada também exigia que ele reduzisse a influência do partido pró-guerra, liderado por Sarsfield, que era cada vez mais popular entre o exército. Disse a James que o grupo pró-guerra queria a autonomia irlandesa ou mesmo a independência, enquanto ele desejava ver a Irlanda firmemente ligada à Inglaterra; para isso, precisava de armas, dinheiro e um general francês "experiente" para substituir Sarsfield e Berwick.

### 1691: Athlone, Aughrim e o segundo cerco de Limerick

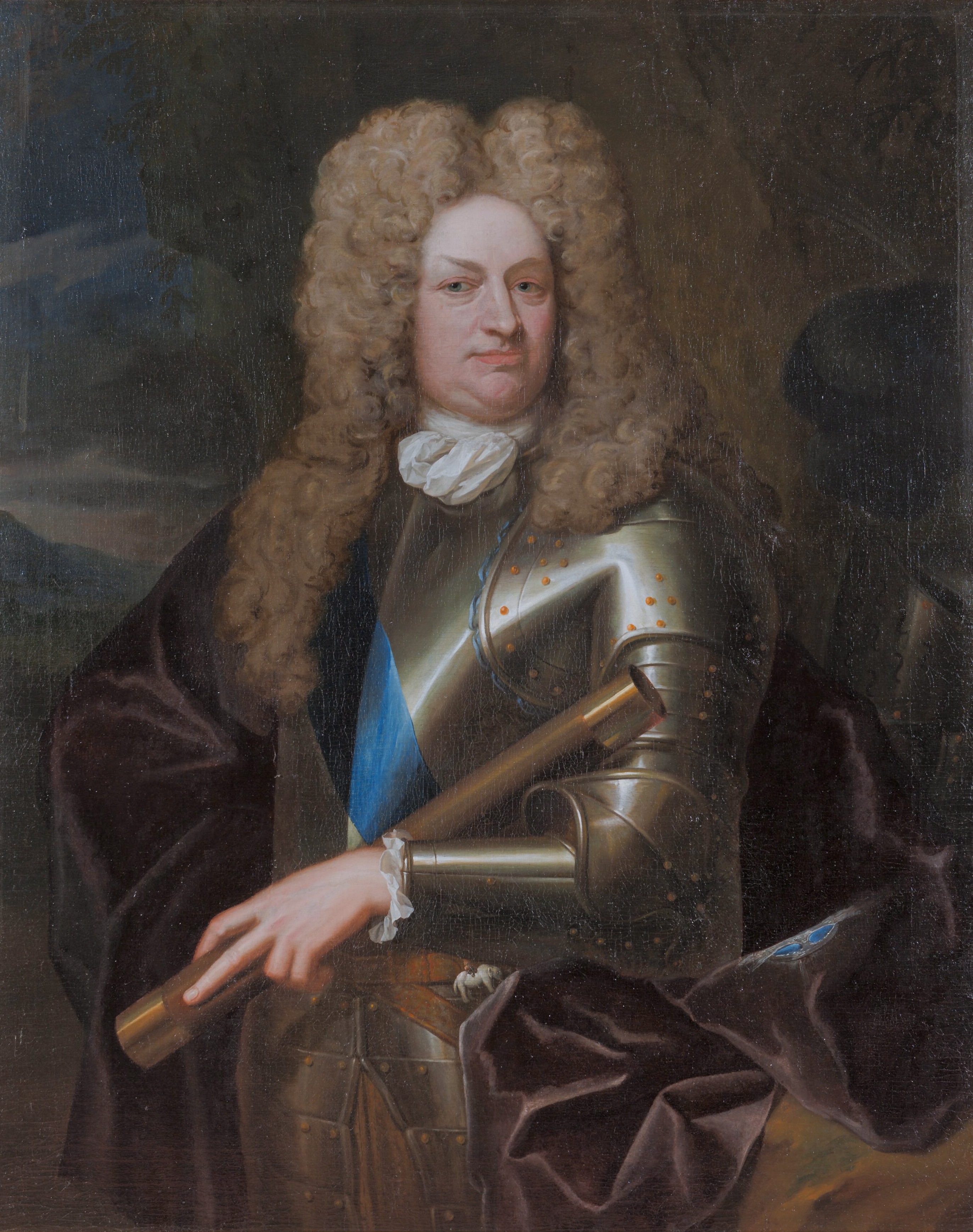
O general holandês Ginkell defendeu uma abordagem cautelosa e tentou pôr fim à resistência jacobita oferecendo um acordo de paz revisto.

No final de 1690, as divisões entre o "Partido da Paz" e o "Partido da Guerra" jacobitas tinham-se alargado. Entre os que apoiavam os esforços de Tyrconnell para negociar com William encontravam-se os oficiais superiores Thomas Maxwell e John Hamilton, para além de figuras políticas como Lord Riverston e Denis Daly. O "Partido da Guerra" de Sarsfield argumentava que William ainda podia ser derrotado; embora outrora caracterizado como representante dos interesses dos "Irlandeses Antigos", os seus líderes incluíam o oficial inglês Dorrington e os "Ingleses Antigos" Purcell e Luttrell.
Encorajados pelo fracasso de William na tomada de Limerick e procurando reduzir a influência de Tyrconnell, a fação de Sarsfield apelou diretamente a Louis XIV, pedindo que Tyrconnell e Berwick fossem destituídos do cargo. Pediram também uma substancial ajuda militar francesa, embora tal fosse improvável, uma vez que o regime francês considerava a Flandres, o Reno e a Itália como maiores prioridades estratégicas. Ginkell tinha finalmente obtido a autorização de William para oferecer aos Jacobitas termos moderados de rendição, incluindo uma garantia de tolerância religiosa, mas quando, em dezembro, o "Partido da Paz" fez diligências para aceitar, Sarsfield exigiu que Berwick mandasse prender Hamilton, Riverston e Daly. Berwick acedeu, embora provavelmente com a aprovação tácita de Tyrconnell, que regressou de França para tentar recuperar o controlo, oferecendo concessões a Sarsfield.
Alarmado com a divisão entre os seus apoiantes irlandeses, James foi persuadido a pedir apoio militar diretamente a Louis, que enviou o general Charles Chalmot, Marquês de Saint-Ruhe, para substituir Berwick como comandante do exército irlandês, com instruções secretas para avaliar a situação e ajudar Luís a tomar uma decisão sobre o envio de ajuda militar adicional. Saint-Ruhe, acompanhado pelos tenentes-generais de Tessé e d'Usson, chegou a Limerick a 9 de maio; traziam armas, milho e farinha suficientes para sustentar o exército até ao outono, mas não traziam tropas nem dinheiro.
No final da primavera, preocupado com a possibilidade de um comboio francês poder desembarcar mais reforços em Galway ou Limerick, Ginkell começou a fazer preparativos para entrar em campo o mais rapidamente possível. Durante o mês de maio, ambos os lados começaram a reunir as suas forças para uma campanha de verão, os Jacobitas em Limerick e os guilherminos em Mullingar, enquanto continuavam as batalhas de menor importância.
Em 16 de junho, a cavalaria de Ginkell começou a fazer o reconhecimento de Ballymore em direção a Athlone. Saint-Ruhe tinha inicialmente concentrado as suas forças atrás da linha do Shannon, mas a 19 de junho apercebeu-se de que Athlone era o alvo e começou a concentrar as suas tropas a oeste da cidade. Ginkell rompeu as linhas de defesa jacobitas e tomou Athlone a 30 de junho, após um cerco curto mas sangrento, fazendo Maxwell prisioneiro; Saint-Ruhe falhou nas suas tentativas de aliviar a guarnição e recuou para oeste.
Athlone foi vista como uma vitória significativa para as forças de William, pois acreditava-se que o exército de Saint-Ruhe provavelmente entraria em colapso se o Shannon fosse atravessado. Os Lordes da Justiça em Dublin emitiram uma proclamação oferecendo condições generosas para os jacobitas que se rendessem, incluindo um perdão gratuito, a restauração de propriedades perdidas e a oferta de uma patente e salário semelhantes ou superiores se desejassem juntar-se ao exército de William. O comando Jacobita desfez-se em recriminações mútuas: A fação de Sarsfield acusou Maxwell, um seguidor de Tyrconnell, de traição, enquanto o subordinado de Saint-Ruhe, d'Usson, ficou do lado de Tyrconnell, que o nomeou governador de Galway.

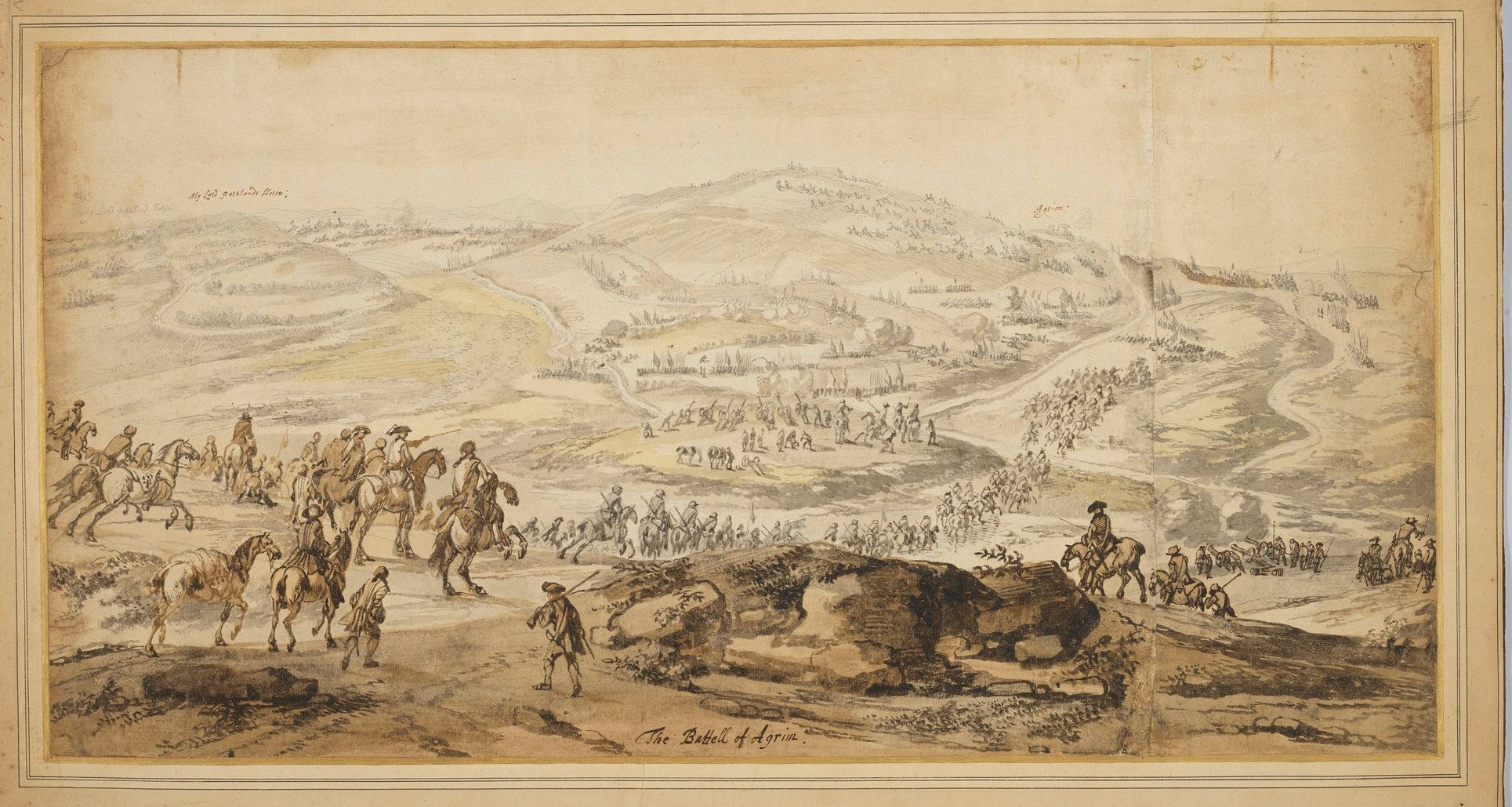
Esboço contemporâneo de Aughrim, visto a partir das linhas guilherminas, por Jan Wyk.

Sem saber da localização do exército principal de Saint-Ruhe e assumindo que estava em desvantagem numérica, em 10 de julho, Ginkell continuou um avanço cauteloso através de Ballinasloe pela estrada principal de Limerick e Galway. O plano inicial de Saint-Ruhe, apoiado por Tyrconnell, era recuar até Limerick e obrigar os guilherminos a mais um ano de campanha, mas, desejando redimir-se dos erros cometidos em Athlone, parece ter decidido forçar uma batalha decisiva. Ginkell, com 20.000 homens, viu o seu caminho bloqueado pelo exército de tamanho semelhante de Saint-Ruhe em Aughrim, na madrugada de 12 de julho. Apesar de uma defesa corajosa e tenaz da inexperiente infantaria irlandesa, a Batalha de Aughrim resultaria na morte de Saint-Ruhe, na captura e morte de muitos oficiais jacobitas seniores e na destruição do exército jacobita.
D'Usson foi bem sucedido como comandante geral: rendeu Galway a 21 de julho, em condições vantajosas. Depois de Aughrim, os remanescentes do exército de Saint-Ruhe retiraram-se para as montanhas, antes de se reagruparem sob o comando de Sarsfield em Limerick, onde as defesas ainda estavam a ser reparadas: muitos dos regimentos de infantaria jacobitas estavam seriamente depauperados, embora alguns retardatários tenham chegado mais tarde. Tyrconnell, que estava doente há algum tempo, morreu em Limerick pouco depois, privando os jacobitas do seu principal negociador. Sarsfield e o exército principal dos Jacobitas renderam-se em Limerick em outubro, após um curto cerco.

### Tratado de Limerick
Agora comandante jacobita sénior, Sarsfield assinou o Tratado de Limerick com Ginkel em 3 de outubro de 1691. O tratado prometia liberdade de culto aos católicos e proteção legal a todos os jacobitas dispostos a prestar juramento de lealdade a William e Mary, embora as propriedades dos mortos antes do tratado ainda estivessem sujeitas a confisco. Também concordou com a exigência de Sarsfield de que aqueles que ainda estivessem a servir no exército jacobita pudessem partir para França. Popularmente conhecido como a "Fuga dos Gansos Selvagens", o processo iniciou-se quase de imediato e ficou concluído em dezembro.
As estimativas modernas sugerem que partiram cerca de 19.000 soldados e rapparees: as mulheres e as crianças elevaram o número para pouco mais de 20.000, ou seja, cerca de um por cento da população da Irlanda. Alguns dos soldados tiveram alegadamente de ser forçados a embarcar nos navios quando souberam que iriam juntar-se ao exército francês. A maioria não pôde trazer ou contactar as suas famílias, e muitos parecem ter desertado no caminho de Limerick para Cork, o ponto de partida.

## Consequências
Os "Gansos Selvagens" foram inicialmente formados no exército de James II no exílio. Após a morte de James, foram integrados na Brigada Irlandesa na França, criada em 1689 com os 6.000 soldados que acompanhavam Mountcashel. Os jacobitas dissolvidos continuavam a representar um risco considerável para a segurança na Irlanda e, apesar da resistência dos parlamentos inglês e irlandês, William continuou a encorajá-los a juntarem-se ao seu próprio exército; no final de 1693, mais 3.650 antigos jacobitas tinham-se juntado às forças de William que lutavam no continente. O Lorde Tenente Visconde Sidney acabou por restringir o alistamento a "protestantes conhecidos", após o que os últimos remanescentes do exército jacobita ainda na Irlanda foram enviados para casa com um incentivo financeiro para manter a paz.
Entretanto, a legislatura inglesa, possivelmente sob pressão dos refugiados protestantes irlandeses em Londres, aprovou uma Lei de 1691 "para a revogação do Juramento de Supremacia na Irlanda e para a nomeação de outros Juramentos", que exigia que qualquer pessoa que fizesse o Juramento de Supremacia, por exemplo quando exercesse advocacia, como médico, ou quando tomasse assento no Parlamento irlandês, negasse a transubstanciação; na prática, impedia todos os católicos, embora incluísse uma cláusula que isentava os beneficiários dos artigos de Limerick em algumas circunstâncias. Apesar disto, muitos protestantes ficaram inicialmente indignados com a perceção de que o tratado deixara os jacobitas "imunes às penalidades da derrota". O facto de a administração ter optado por proibir as buscas de armas e cavalos jacobitas, a fim de evitar o ajuste de contas particulares, foi considerado uma prova de parcialidade pró-católica, e houve mesmo rumores de que o Lorde Chanceler Sir Charles Porter era um "jacobita secreto".
A continuação dos receios quanto ao potencial apoio dos católicos a uma invasão francesa e a nomeação, em 1695, de Capell como Lorde Adjunto, levou a uma mudança de atitude. No mesmo ano, o Parlamento irlandês aprovou a Lei do Desarmamento, que proibia os católicos, com exceção dos "homens do artigo" de Limerick e Galway, de possuírem uma arma ou um cavalo de valor superior a £5. Uma segunda lei de 1695, destinada a dissuadir os católicos irlandeses "da sua correspondência e dependência no estrangeiro" e dirigida particularmente às "famílias antigas inglesas" do país, impedia os católicos de educarem os seus filhos no estrangeiro. A nobreza católica considerava tais acções como uma grave violação da fé, resumida pela frase cuimhnigí Luimneach agus feall na Sassanaigh ("lembra-te de Limerick e da perversidade saxônica"), supostamente utilizada em anos posteriores pelos exilados da Brigada Irlandesa. No entanto, apesar da posterior extensão das leis penais, os "homens-artigo" de Limerick, Galway, Drogheda e outras guarnições sujeitas aos artigos de rendição guilhermina permaneceram geralmente isentos até ao fim das suas vidas.

### Efeitos a longo prazo
A vitória guilhermina na guerra da Irlanda teve dois resultados principais a longo prazo. O primeiro foi o facto de ter garantido que Jaime II não recuperaria os tronos de Inglaterra, Irlanda e Escócia por meios militares. O segundo foi o fato de ter assegurado um domínio britânico e protestante mais estreito sobre a Irlanda. Até ao século XIX, a Irlanda foi governada pelo que ficou conhecido como a "Domínio Protestante", a classe dirigente maioritariamente protestante. A comunidade católica irlandesa maioritária e a comunidade presbiteriana escocesa do Ulster foram sistematicamente excluídas do poder, que se baseava na propriedade da terra.
Durante mais de um século após a guerra, os católicos irlandeses mantiveram uma ligação sentimental à causa jacobita, retratando James e os Stuarts como os legítimos monarcas que teriam dado um acordo justo à Irlanda, incluindo o governo autónomo, a restauração das terras confiscadas e a tolerância para com o catolicismo. Milhares de soldados irlandeses deixaram o país para servir os monarcas Stuart nos exércitos espanhol e francês. Até 1766, a França e o Papado continuaram empenhados em restaurar os Stuarts nos seus reinos britânicos. Pelo menos um batalhão irlandês composto (500 homens), formado por soldados irlandeses ao serviço da França, lutou ao lado dos jacobitas nas revoltas jacobitas escocesas até à Batalha de Culloden, em 1746.
A guerra também deu início à penetração da aristocracia protestante irlandesa no corpo de oficiais do exército britânico; na década de 1770, os protestantes irlandeses constituíam cerca de um terço do corpo de oficiais no seu conjunto, um número extremamente desproporcionado em relação à sua população.
Os protestantes retrataram a vitória guilhermina como um triunfo da liberdade religiosa e civil. Os murais triunfantes do Rei William ainda adornam, de forma controversa, as paredes do Ulster, e a derrota dos católicos na guerra guilhermina ainda é comemorada pelos Unionistas Protestantes, pela Ordem de Orange , no dia 12 de julho.